# Claudia Megrè
Claudia Megrè, nome d'arte di Claudia Di Pietro (Napoli, 3 marzo 1986), è una cantautrice e musicista italiana.

## Biografia
Claudia Megrè deve le origini del suo nome artistico dalla stella Megrez della costellazione dell'Orsa Maggiore, di magnitudine apparente +3,3, cifre corrispondenti al giorno e al mese della sua nascita.
Dopo aver partecipato a diverse rassegne musicali a livello locale e nazionale, nel 2011 esordisce col suo primo singolo Dimmi che e nel 2013 pubblica il suo primo album Da domani.
Nel 2014 è fra i concorrenti della seconda edizione del programma televisivo The Voice of Italy nel team di Piero Pelù, arrivando tra i finalisti, mentre nel 2015 partecipa a quattro puntate di Radio 2 Social Club, trasmissione radiofonica di Rai Radio 2, assieme a Luca Barbarossa, Neri Marcorè ed Andrea Perroni.
Scartata nelle selezioni del Festival di Sanremo 2015, attrae in ogni caso l'attenzione del pubblico televisivo per uno spot pubblicitario trasmesso durante il Festival stesso, dove canta la sua canzone Tatuami.
Nel corso del 2016 i concerti del suo Tu non puoi tour si svolgono in diverse località italiane, in preparazione del suo secondo album, Gioco ad estrazione, che esce nell'ottobre dello stesso anno e che include il singolo Le ragazze fanno grandi sogni, cantato in duetto con Edoardo Bennato.

## Discografia

### Album in studio
- 2013 – Da domani
- 2016 – Gioco ad estrazione

### Singoli
- 2011 – Dimmi che (con Solis String Quartet)
- 2012 – Da domani
- 2012 – Liù
- 2012 – Chi non si arrende (con Gué Pequeno)
- 2012 – Indimenticabile
- 2013 – Un punto e poi da capo (con Tony Maiello)
- 2013 – E se questo fosse amore
- 2013 – Marzo arriverà
- 2015 – Tatuami
- 2015 – E già mi sento in vacanza (con Clementino)
- 2016 – Le ragazze fanno grandi sogni (con Edoardo Bennato)
- 2016 – Tu non puoi
- 2016 – Gioco ad estrazione
- 2017 – Basta (Lorenzo Campani feat. Claudia Megrè)
- 2017 – Dorian Gray
- 2017 – Ti ringrazio
- 2018 – Cercasi felicità
- 2019 – Vita su Marte
- 2020 – Indifferentemente (Spanish Version) (con Federico Luongo)
- 2021 – Canta appress' à nuie (con Edoardo Bennato, Andrea Sannino e Moderup)
- 2022 – Procida

## Riconoscimenti
Nell'ottobre 2016 si aggiudica il premio Penisola Sorrentina Arturo Esposito nella categoria digitalizziAMO la musica.